# Damernas lagtempo i hastighetsåkning på skridskor vid olympiska vinterspelen 2010
Damernas lagtempo i hastighetsåkning på skridskor under de olympiska vinterspelen 2010 i Vancouver, Kanada, hölls i Richmond Olympic Oval den 26-27 februari 2010.

## Medaljörer
| Gren     | Guld                                                                                         | Silver                                      | Brons                                                             |
| Lagtempo | Tyskland Daniela Anschütz-Thoms Stephanie Beckert Anni Friesinger-Postma Katrin Mattscherodt | Japan Masako Hozumi Nao Kodaira Maki Tabata | Polen Katarzyna Bachleda-Curuś Katarzyna Woźniak Luiza Złotkowska |

## Resultat

### Träd
|  | Quarterfinal | Quarterfinal | Quarterfinal |         |               | Semifinal | Semifinal | Semifinal |            |            | Final      | Final      | Final   |
|  |              |              |              |         |               |           |           |           |            |            |            |            |         |
|  | 1            | Kanada       | 3:02,24      |         |               |           |           |           |            |            |            |            |         |
|  | 7            | USA          | 3:02,19      |         |               |           |           |           |            |            |            |            |         |
|  | 7            | USA          | 3:02,19      |         | 7             | USA       | 3:03,78   |           |            |            |            |            |         |
|  |              |              |              |         | 7             | USA       | 3:03,78   |           |            |            |            |            |         |
|  |              | 4            | Tyskland     | 3:03,55 |               |           |           |           |            |            |            |            |         |
|  | 5            | 4            | Tyskland     | 3:03,55 | Nederländerna | 3:03,38   |           |           |            |            |            |            |         |
|  | 5            |              |              |         | Nederländerna | 3:03,38   |           |           |            |            |            |            |         |
|  | 4            | Tyskland     | 3:01,95      |         |               |           |           |           |            |            |            |            |         |
|  |              |              |              |         |               |           |           |           |            |            | 4          | Tyskland   | 3:02,82 |
|  |              |              | 3            | Japan   | 3:02,84       |           |           |           |            |            |            |            |         |
|  | 3            | Japan        | 3:02,89      |         |               |           |           |           |            |            |            |            |         |
|  | 6            | Sydkorea     | 3:07,45      |         |               |           |           |           |            |            |            |            |         |
|  | 6            | Sydkorea     | 3:07,45      |         | 3             | Japan     | 3:02,73   |           | Bronsmatch | Bronsmatch | Bronsmatch | Bronsmatch |         |
|  |              |              |              |         | 3             | Japan     | 3:02,73   |           | Bronsmatch | Bronsmatch | Bronsmatch | Bronsmatch |         |
|  |              | 8            | Polen        | 3:02,92 |               |           |           |           |            |            |            |            |         |
|  | 8            | 8            | Polen        | 3:02,92 | Polen         | 3:02,90   |           | 7         | USA        | 3:05,30    |            |            |         |
|  | 8            |              |              |         | Polen         | 3:02,90   |           | 7         | USA        | 3:05,30    |            |            |         |
|  | 2            | Ryssland     | 3:04,86      |         |               |           |           |           |            |            | 8          | Polen      | 3:03,73 |

### Kvartsfinal
| Placering     | Land          | Namn                                                            | Tid     | Deficit | Noteringar  |
| ------------- | ------------- | --------------------------------------------------------------- | ------- | ------- | ----------- |
| Kvartsfinal 1 |               |                                                                 |         |         |             |
| 1             | Japan         | Masako Hozumi Nao Kodaira Maki Tabata                           | 3:02,89 |         | Semifinal 1 |
| 2             | Sydkorea      | Lee Ju-Youn Noh Seon-Yeong Park Do-Yeong                        | 3:07,45 | +4,56   | Final D     |
| Kvartsfinal 2 |               |                                                                 |         |         |             |
| 1             | Polen         | Katarzyna Bachleda-Curuś Katarzyna Woźniak Luiza Złotkowska     | 3:02,90 |         | Semifinal 1 |
| 2             | Ryssland      | Galina Likhachova Yekaterina Lobysheva Yekaterina Shikhova      | 3:04,86 | +1,96   | Final D     |
| Kvartsfinal 3 |               |                                                                 |         |         |             |
| 1             | Tyskland      | Daniela Anschütz-Thoms Stephanie Beckert Anni Friesinger-Postma | 3:01,95 |         | Semifinal 2 |
| 2             | Nederländerna | Renate Groenewold Diane Valkenburg Ireen Wüst                   | 3:03,38 | +1,43   | Final C     |
| Kvartsfinal 4 |               |                                                                 |         |         |             |
| 1             | USA           | Jennifer Rodriguez Jilleanne Rookard Nancy Swider-Peltz, Jr     | 3:02,19 |         | Semifinal 2 |
| 2             | Kanada        | Kristina Groves Christine Nesbitt Brittany Schussler            | 3:02,24 | +0,05   | Final C     |

### Semifinaler
| Placering   | Land     | Namn                                                            | Tid     | Deficit | Noteringar |
| ----------- | -------- | --------------------------------------------------------------- | ------- | ------- | ---------- |
| Semifinal 1 |          |                                                                 |         |         |            |
| 1           | Japan    | Masako Hozumi Nao Kodaira Maki Tabata                           | 3:02,73 |         | Final A    |
| 2           | Polen    | Katarzyna Bachleda-Curuś Katarzyna Woźniak Luiza Złotkowska     | 3:02,92 | +0,19   | Final B    |
| Semifinal 2 |          |                                                                 |         |         |            |
| 1           | Tyskland | Daniela Anschütz-Thoms Stephanie Beckert Anni Friesinger-Postma | 3:03,55 |         | Final A    |
| 2           | USA      | Jennifer Rodriguez Jilleanne Rookard Nancy Swider-Peltz, Jr     | 3:03,78 | +0,23   | Final B    |

### Final
| Placering | Land          | Namn                                                         | Tid     | Deficit | Noteringar |
| --------- | ------------- | ------------------------------------------------------------ | ------- | ------- | ---------- |
| Final A   |               |                                                              |         |         |            |
| 1         | Tyskland      | Daniela Anschütz-Thoms Stephanie Beckert Katrin Mattscherodt | 3:02,82 |         |            |
| 2         | Japan         | Masako Hozumi Nao Kodaira Maki Tabata                        | 3:02,84 | +0,02   |            |
| Final B   |               |                                                              |         |         |            |
| 3         | Polen         | Katarzyna Bachleda-Curuś Katarzyna Woźniak Luiza Złotkowska  | 3:03,73 |         |            |
| 4         | USA           | Catherine Raney-Norman Jennifer Rodriguez Jilleanne Rookard  | 3:05,30 | +1,57   |            |
| Final C   |               |                                                              |         |         |            |
| 5         | Kanada        | Kristina Groves Christine Nesbitt Brittany Schussler         | 3:01,41 |         |            |
| 6         | Nederländerna | Diane Valkenburg Jorien Voorhuis Ireen Wüst                  | 3:02,04 | +0,63   |            |
| Final D   |               |                                                              |         |         |            |
| 7         | Ryssland      | Yekaterina Lobysheva Alla Shabanova Yekaterina Shikhova      | 3:06,47 |         |            |
| 8         | Sydkorea      | Lee Ju-Youn Noh Seon-Young Park Do-Yeong                     | 3:06,96 | +0,49   |            |